# Le Dernier Bastion (film, 1951)
Pour les articles homonymes, voir Le Dernier Bastion.
Pour plus de détails, voir Fiche technique et Distribution.
Le Dernier Bastion (The Last Outpost) est un film américain réalisé par Lewis R. Foster, sorti en 1951.

## Fiche technique
- Titre original : The Last Outpost
- Tire français : Le Dernier Bastion
- Réalisation : Lewis R. Foster
- Scénario : David Lang, Daniel Mainwaring, Winston Miller, George Worthing Yates
- Musique : Lucien Cailliet
- Montage : Howard A. Smith
- Production : William H. Pine, William C. Thomas
- Couleur : Technicolor
- Durée du film : 89 minutes
- Genre : Western
- Dates de sortie :
  - États-Unis : 4 avril 1951
  - France : 9 mai 1952

## Distribution
- Ronald Reagan : Capt. Vance Britten
- Rhonda Fleming : Julie McQuade
- Bruce Bennett : Col. Jeb Britton
- Bill Williams : Sgt. Tucker
- Noah Beery Jr. : Sgt. Calhoun
- Peter Hansen : Lt. Crosby
- Hugh Beaumont : Lt. Fenton
- Lloyd Corrigan : Mr. Delacourt
- John Ridgely : Sam McQuade

Acteurs non crédités
- Iron Eyes Cody : Mangas Coloradas
- John War Eagle : Geronimo
- Charles Evans : Chief Grey Cloud
- Chief Yowlachie : Cochise